# Dragon Ball Z : Les Guerriers légendaires
Dragon Ball Z : Les Guerriers légendaires (ドラゴンボールZ 伝説の超戦士たち, Doragon bōru zetto: Densetsu no chō senshi-tachi, littéralement « Dragon Ball Z : Les super combattants légendaires ») est un jeu vidéo de réflexion, édité par Infogrames et développé par Banpresto sur l'univers de Dragon Ball Z. Le jeu est disponible depuis 2002 sur Game Boy Color.